# Vladímir Groman
Vladímir Gustávovich Groman (en ruso: Владимир Густавович Громан; 21 de febrero de 1874 – 11 de marzo de 1940) fue un menchevique, economista y estadístico activo en Gosplán, la agencia de planificación económica central de la Unión Soviética y en la Dirección Central de Estadística.

## Primeros años
Groman era hijo de un padre alemán y una madre rusa. Se unió a la facción menchevique del Partido Obrero Socialdemócrata de Rusia en 1905. Fue exiliado a la Óblast de Tver, donde desarrolló sus métodos estadísticos.

## Primera Guerra Mundial
Groman se preocupó por el aumento de los precios de los alimentos que comenzó tras el estallido de la Primera Guerra Mundial. Participó en el 'Comité para Estudiar los Precios Altos Actuales' creado por la Sociedad Chuprov. En 1915, las autoridades zaristas estaban preocupadas por la desorganización de la economía y crearon el Consejo Especial de Abastecimiento de Alimentos, en el que Groman fue nombrado representante de la Unión de Ciudades. En 1916 trabajó con el Kadet Mitrofán Voronkov para presionar por un precio fijo más bajo para el grano: inicialmente anulado por el Ministro de Agricultura, Alekséi Bobrinski, un portavoz de los intereses de los terratenientes, no dejaron caer el asunto y cuando el Ministro de Guerra, Dmitri Shuváyev, se involucró, la política de Bobrinski fue derrocada y Voronkov se convirtió en un portavoz muy citado sobre el tema.

## Revolución rusa
Tras la Revolución de Febrero, comenzó a trabajar en el desarrollo de un plan económico nacional. Groman fue responsable de proponer la fundación del Consejo de Abastecimiento de Alimentos de toda Rusia, también conocido como el Consejo de los Diez, que proporcionó una institución políticamente neutral para gestionar el suministro de alimentos. Tras la toma del poder por parte de los bolcheviques, el Consejo de los Diez intentó mantener su autoridad sobre el suministro de alimentos, pero fueron arrestados el 27 de noviembre, siendo liberados rápidamente una vez que aceptaron la autoridad del Consejo de Comisarios del Pueblo.: 30 

## Como economista en la Unión Soviética
En 1922 se unió a Gosplán, donde colaboró estrechamente con Vladímir Bazárov. Groman fue arrestado en 1930 y fue juzgado en 1931 como parte del juicio menchevique de 1931. Después de deliberar durante veinticinco horas, el tribunal lo condenó a diez años de prisión.